# Álvaro VII van Kongo
Álvaro VII van Kongo (1631–1666) was Mwene Kongo van het Koninkrijk Kongo van 1665 tot 1666. 

## Levensloop
Na de dood van koning António I in de Slag bij Mbwila op 29 oktober 1665, werd Álvaro, een verwant van de gesneuvelde vorst en lid van het Huis Kinlaza, uitgeroepen tot koning.
In een poging tot diplomatieke verzoening zond Álvaro VII rond Kerstmis 1665 een vertrouwde kapucijner monnik, broeder Girolamo van Montesarchio, naar Luanda (in Portugees Angola) om vrede te bewerkstelligen met de Portugese autoriteiten. De missie mislukte echter doordat een opstand in de provincie Mbamba de voortgang van de monnik belemmerde. Pas in juni 1666 keerde Girolamo terug naar São Salvador, de hoofdstad van het koninkrijk, waar hij vernam dat Álvaro VII inmiddels was overleden. In zijn afwezigheid had de invloedrijke graaf van Soyo, Paulo da Silva, de stad ingenomen, de koning gedood en Álvaro VIII tot nieuwe heerser uitgeroepen.